# Dino Urbani
Dino Renzo Uberto Urban Urbani (ur. 8 marca 1882 w Livorno, zm. 9 maja 1958 w Varese) – włoski szermierz, dwukrotny medalista olimpijski.
Na igrzyskach olimpijskich w Antwerpii w 1920 roku Włosi w składzie: Aldo Nadi, Nedo Nadi, Abelardo Olivier, Giovanni Canova, Dino Urbani, Tullio Bozza, Andrea Marrazzi, Antonio Allocchio, Tommaso Costantino i Paolo Thaon di Revel zdobyli złoty medal w szpadzie drużynowej. W turnieju indywidualnym odpadł w półfinałach. Następnie razem z Aldo Nadim, Nedo Nadim, Oreste Pulitim, Baldo Baldim, Francesco Gargano, Giorgio Santellim i Dino Urbanim i zwyciężył w szpadzie drużynowej. Były to jego jedyne starty olimpijskie.
Nie zdobył medalu mistrzostw świata.
Pochodził z Livorno, uczęszczał do szkoły fechtunku prowadzonej przez Giuseppe Nadiego, ojca Aldo i Nedo.